# Pierre Amine Gemayel

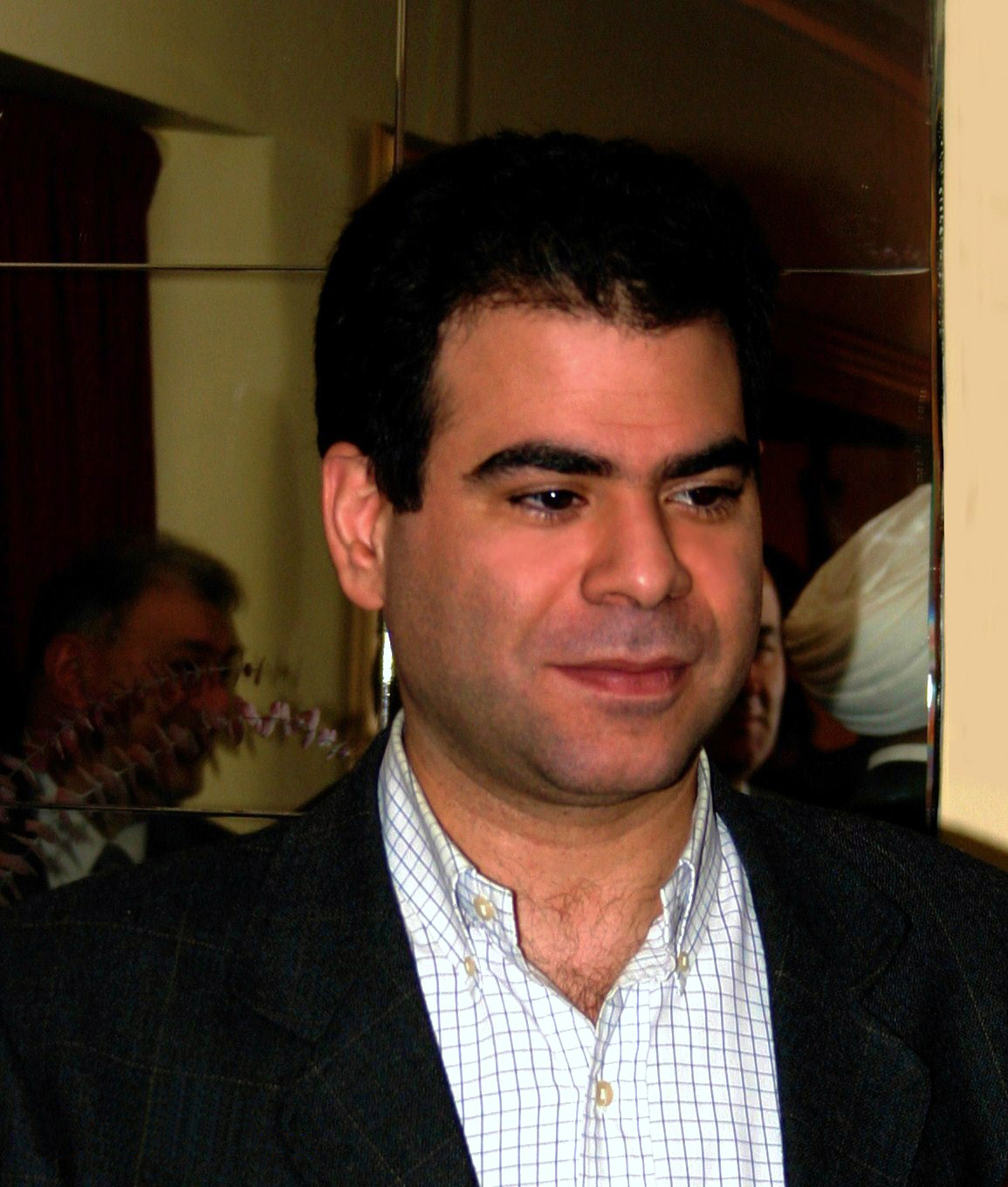
Pierre Amine Gemayel

Pierre Amine Gemayel (Bikfaya, 24 september 1972 - Jdeideh, 21 november 2006) was een Libanees politicus van de Kataeb-partij, een falangistische politieke partij en een maronitisch christen. Gemayel stond bekend als anti-Syrisch. Hij kwam door een aanslag om het leven.
Hetzelfde lot trof zijn oom Bashir Gemayel die in 1982 vlak voor zijn beëdiging als president eveneens door een aanslag het leven liet.
Andere familieleden zijn oud-president Amin Gemayel, zijn vader, en Pierre Gemayel, zijn grootvader en oprichter van het falangisme.

## Levensloop
Gemayel studeerde rechten aan de Université Saint-Joseph in Beiroet alsmede in Parijs. Na zijn afstuderen ging hij op het advocatenkantoor van zijn vader werken. In 2000 werd hij verkozen in het Libanese parlement. In juli 2005 werd hij minister van industrie in de nieuwe regering van premier Fouad Siniora.

## Aanslag
Gemayel die gewend was zonder escorte te rijden en zelf zijn niet-geblindeerde auto te besturen, raakte op 21 november 2006 zeer zwaargewond toen zijn wagen tijdens een rit overdag door Jdeideh, een noordelijke en christelijke voorstad van Beiroet, door drie andere auto's in een drukke straat werd aan- en klemgereden waarna hij van dichtbij werd beschoten. Gemayel werd na deze aanslag naar een ziekenhuis vervoerd waar hij korte tijd later op 34-jarige leeftijd overleed.
De Libanese regering kondigde drie dagen van nationale rouw af. De feestelijkheden met betrekking tot de viering van 63 jaar onafhankelijkheid op 22 november gingen vanwege deze aanslag niet door.